# Liste der Biografien/Herz
Liste der Biografien |
Portal Biografien |
Personensuche
# |
A |
B |
C |
D |
E |
F |
G |
H |
I |
J |
K |
L |
M |
N |
O |
P |
Q |
R |
S |
T |
U |
V |
W |
X |
Y |
Z |
?
 
Ha |
Hd |
He |
Hi |
Hj |
Hk |
Hl |
Hm |
Hn |
Ho |
Hr |
Hs |
Ht |
Hu |
Hv |
Hw |
Hy
 
Hea |
Heb |
Hec |
Hed |
Hee |
Hef |
Heg |
Heh |
Hei |
Hej |
Hek |
Hel |
Hem |
Hen |
Heo |
Hep |
Heq |
Her |
Hes |
Het |
Heu |
Hev |
Hew |
Hex |
Hey |
Hez
 
Hera |
Herb |
Herc |
Herd |
Here |
Herf |
Herg |
Herh |
Heri |
Herj |
Herk |
Herl |
Herm |
Hern |
Hero |
Herp |
Herq |
Herr |
Hers |
Hert |
Heru |
Herv |
Herw |
Herx |
Hery |
Herz
Die Liste der Biografien führt alle Personen auf, die in der deutschsprachigen Wikipedia einen Artikel haben. Dieses ist eine Teilliste mit 458 Einträgen von Personen, deren Namen mit den Buchstaben „Herz“ beginnt.

## Herz
- Herz zu Herzfeld, Franz Joseph von (1681–1739), Rechtswissenschaftler und Hochschullehrer
- Herz, Abraham (1798–1876), Angehöriger der jüdischen Gemeinde in Hochberg
- Herz, Adam (* 1972), US-amerikanischer Drehbuchautor und Filmproduzent
- Herz, Adolf (1862–1947), österreichischer Maschinenbauingenieur
- Herz, Albert (1921–2018), deutscher Neuropharmakologe
- Herz, Alice (1882–1965), deutsche Pazifistin und Journalistin
- Herz, Arne (* 1978), deutscher Politiker (CDU)
- Herz, Auguste (1824–1880), deutsche Pädagogin
- Herz, Bertrand (1930–2021), französischer Holocaust-Überlebender, Ingenieur und Hochschullehrer
- Herz, Birgit (* 1956), Universitätsprofessorin
- Herz, Britta (* 1967), deutsche Autorin von Fantasy-Romanen
- Herz, Carl (1831–1897), deutscher Jurist und Politiker (DFP), MdR
- Herz, Carl (1877–1951), deutscher Politiker
- Herz, Carl (1930–1995), kanadisch-US-amerikanischer Mathematiker
- Herz, Cornelius (1845–1898), französischer Geschäftsmann
- Herz, Daniel (1618–1678), deutsch-österreichischer Orgelbauer
- Herz, Dietmar (* 1938), deutscher Offizier der Volksmarine
- Herz, Dietmar (1958–2018), deutscher Staatswissenschaftler und Staatssekretär in Thüringen
- Herz, Elise (1788–1868), österreichische Mäzenin
- Herz, Emil (1877–1971), deutscher Verleger
- Herz, Ernst, österreichischer Eiskunstläufer
- Herz, Eugen (1875–1944), österreichischer Industrieller
- Herz, Franz (1817–1889), deutscher Schauspieler
- Herz, Friedrich (* 1929), deutscher Pilot und Söldner
- Herz, Fritz (1867–1945), deutscher Theaterschauspieler und -regisseur
- Herz, Gabi (* 1964), deutsche Schauspielerin
- Herz, Gabriele (1886–1957), österreichische Autobiografin und Opfer der NS-Judenverfolgung
- Herz, Guido (* 1950), deutscher Diplomat
- Herz, Günter (* 1940), deutscher Unternehmer
- Herz, Hanns-Peter (1927–2012), deutscher Journalist und Politiker (SPD)
- Herz, Hans (1892–1962), deutscher Zeitungs- und Rundfunkjournalist
- Herz, Heinz (1907–1983), deutscher Historiker
- Herz, Henri (1802–1888), österreichischer Pianist, Komponist, Klavierpädagoge und Klavierbauer
- Herz, Henriette (1764–1847), deutsche Schriftstellerin und Gastgeberin eines literarischen SalonsHenriette Herz (1764–1847)

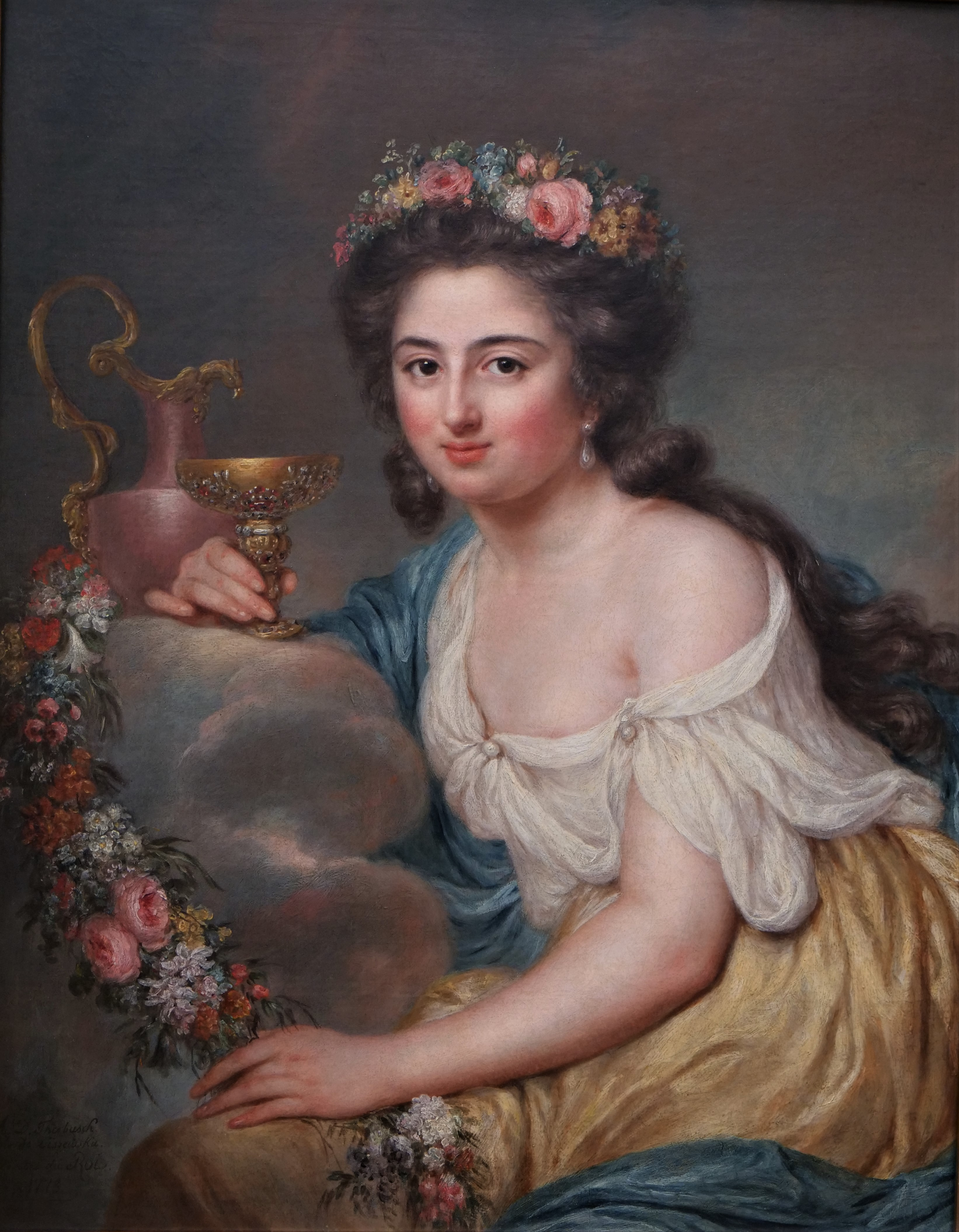
Henriette Herz (1764–1847)

- Herz, Hermann (1870–1916), deutscher Bankier und Mitglied des Provinziallandtages der Provinz Hessen-Nassau
- Herz, Hermann (1908–1978), deutscher SS-Führer und Gestapobeamter
- Herz, Horst (* 1954), deutscher Filmemacher, Filmproduzent und Fotograf
- Herz, Ida (1894–1984), deutsch-britische Bibliothekarin
- Herz, Ingeburg (1920–2015), deutsche Unternehmerin und Stifterin
- Herz, Jakob (1816–1871), deutscher Arzt und erster jüdischer Professor in Bayern
- Herz, Jenny, österreichische Eiskunstläuferin
- Herz, Joachim (1924–2010), deutscher Opernintendant und -regisseur
- Herz, Joachim (1941–2008), deutscher Unternehmer
- Herz, Johann Jacob (1810–1873), deutscher Verwaltungsjurist und Politiker
- Herz, Johannes (1877–1960), deutscher lutherischer Theologe
- Herz, John H. (1908–2005), deutsch-amerikanischer Politikwissenschaftler
- Herz, Jörg (1492–1554), deutscher Goldschmied und Münzmeister von Nürnberg
- Herz, Josef (* 1939), deutscher Agrarwissenschaftler
- Herz, Julia (* 1997), deutsche Politikerin (Bündnis 90/Die Grünen), MdL
- Herz, Juliane von (* 1968), deutsche Kunsthistorikerin
- Herz, Julius (1825–1910), deutsch-österreichischer Eisenbahningenieur
- Herz, Julius (1841–1898), deutsch-australischer Komponist, Organist und Musiklehrer
- Herz, Juraj (1934–2018), tschechischer Filmregisseur jüdisch-slowakischer Herkunft
- Herz, Karl (1898–1970), deutscher Ingenieur und Staatssekretär im Bundesministerium für Post und Telekommunikation
- Herz, Katharina (* 1979), deutsche Sängerin
- Herz, Laura, Physikerin und Hochschullehrerin
- Herz, Leopold (* 1953), deutscher Politiker (FW), MdL
- Herz, Manuel (* 1969), deutscher Architekt
- Herz, Marcus (1747–1803), deutscher Arzt und Hochschullehrer für Philosophie
- Herz, Maria (1878–1950), deutsch-jüdische Komponistin und PianistinMaria Herz (1878–1950)

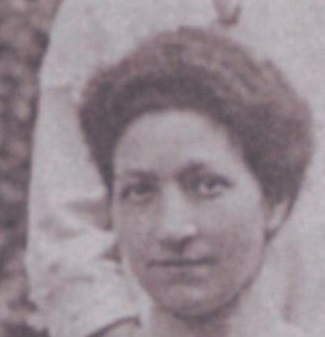
Maria Herz (1878–1950)

- Herz, Max (1865–1956), österreichischer Internist
- Herz, Max (1905–1965), deutscher Kaufmann und UnternehmerMax Herz (1905–1965)

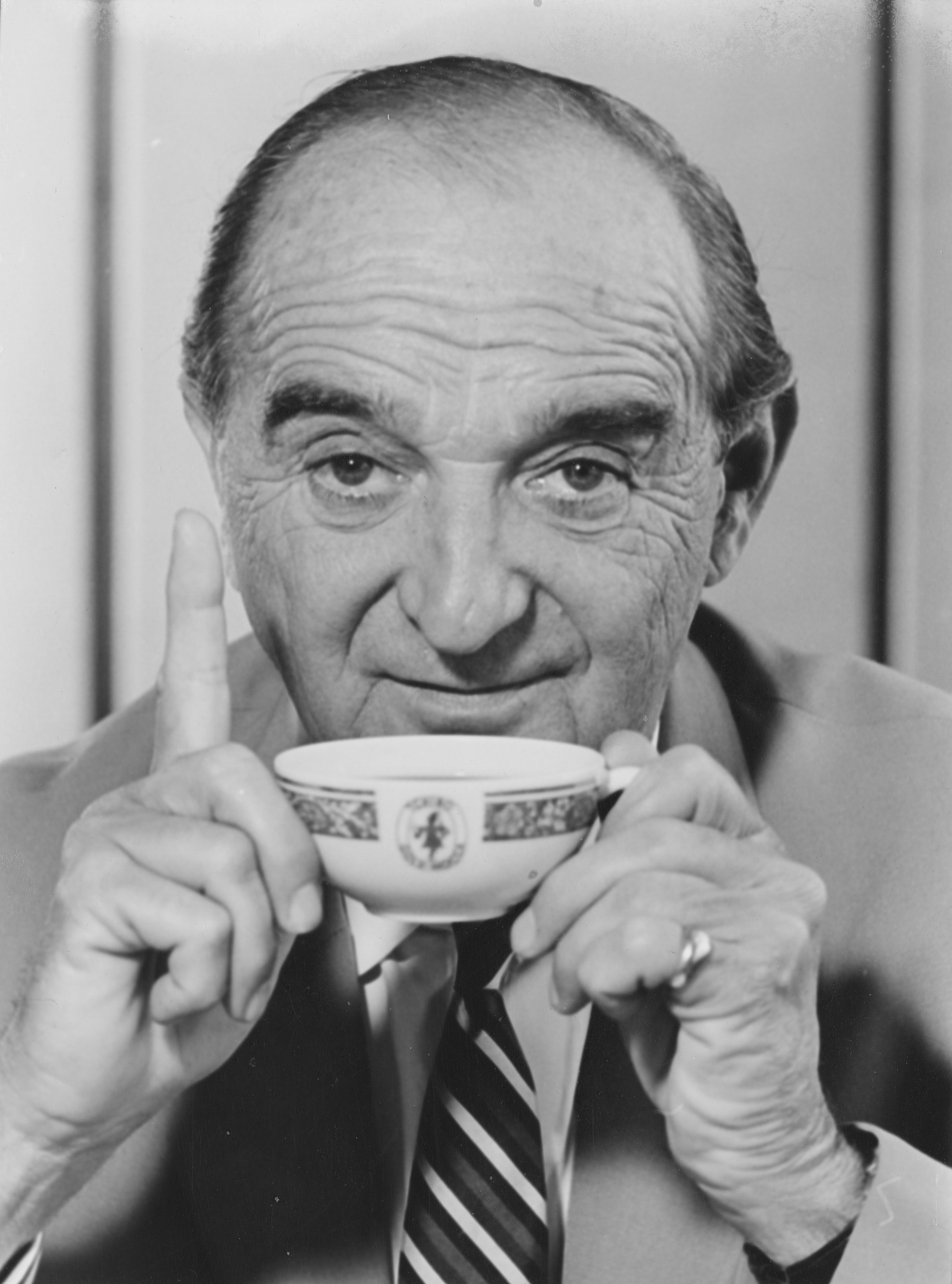
Max Herz (1905–1965)

- Herz, Meike (* 1963), deutsche politische Beamtin
- Herz, Michael (* 1943), deutscher Unternehmer
- Herz, Michael (* 1949), US-amerikanischer Filmproduzent und -regisseur
- Herz, Monika (* 1951), deutsche Schlagersängerin
- Herz, Nancy (* 1996), libanesich-norwegische Autorin, Aktivistin und Politikerin
- Herz, Nora (1906–1999), deutsch-britische Keramikerin
- Herz, Norbert (1858–1927), österreichischer Geodät, Astronom und Arzt
- Herz, Norman (1923–2013), US-amerikanischer Geologe
- Herz, Otto (1944–2024), deutscher Reformpädagoge, Psychologe und Autor
- Herz, Paul (1854–1930), deutscher Jurist
- Herz, Peter (1895–1987), österreichischer Librettist und Schriftsteller
- Herz, Peter (* 1948), deutscher Althistoriker
- Herz, Richard (1867–1936), deutscher Chemiker
- Herz, Rudolf (* 1954), deutscher Konzeptkünstler, Bildhauer, Fotograf und Medienforscher
- Herz, Rudy (1925–2011), US-amerikanischer Überlebender des Holocaust
- Herz, Ruth (1943–2023), deutsche Richterin, Fachautorin und Laiendarstellerin
- Herz, Salomon (1791–1865), deutscher Unternehmer
- Herz, Serge (* 1983), deutscher Radrennfahrer
- Herz, Thomas Aage (1938–1995), schwedischer Soziologe
- Herz, Walter (1875–1930), deutscher Chemiker
- Herz, Wilhelm (1823–1914), deutscher Unternehmer
- Herz, Wilhelm (1912–1998), deutscher Motorradrennfahrer, Motorradweltrekordhalter (1951)
- Herz, Winfried (1929–2022), deutscher Fußballspieler
- Herz-Kestranek, Miguel (* 1948), österreichischer Schauspieler und AutorMiguel Herz-Kestranek (* 1948)

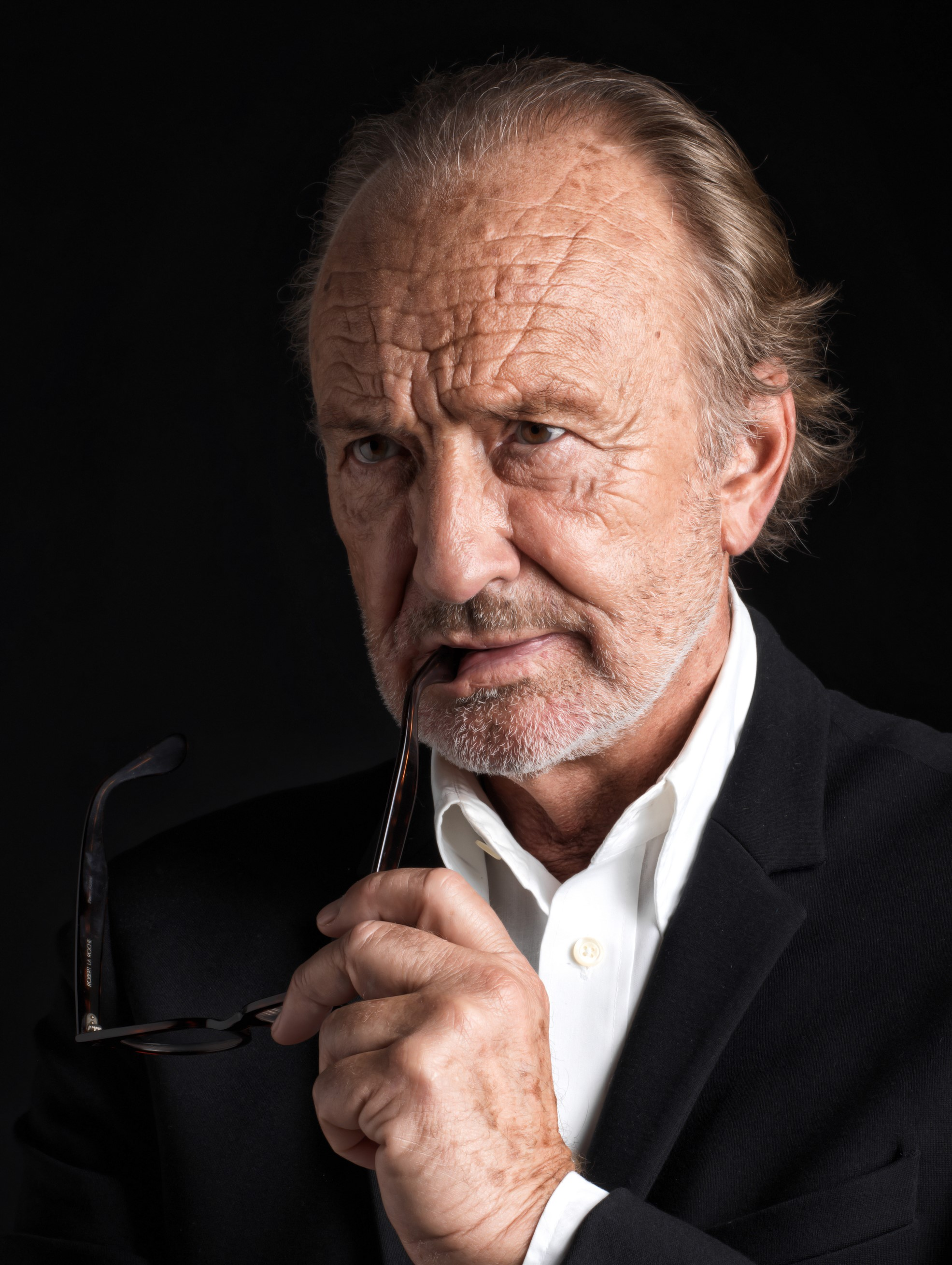
Miguel Herz-Kestranek (* 1948)

- Herz-Sommer, Alice (1903–2014), israelische Pianistin

### Herza
- Herzan von Harras, Franziskus von Paula (1735–1804), Kardinal der Römischen Kirche
- Herzán, Ondřej (* 1981), tschechischer Fußballspieler
- Herzau, Andreas (1962–2024), deutscher Fotograf

### Herzb
- Herzberg, Abel Jacob (1893–1989), niederländisch-jüdischer Anwalt und Schriftsteller
- Herzberg, Alexander (1841–1912), deutscher Ingenieur
- Herzberg, Alexander (1887–1944), deutscher Mediziner, Psychologe und Philosoph
- Herzberg, André (* 1955), deutscher RockmusikerAndré Herzberg (* 1955)

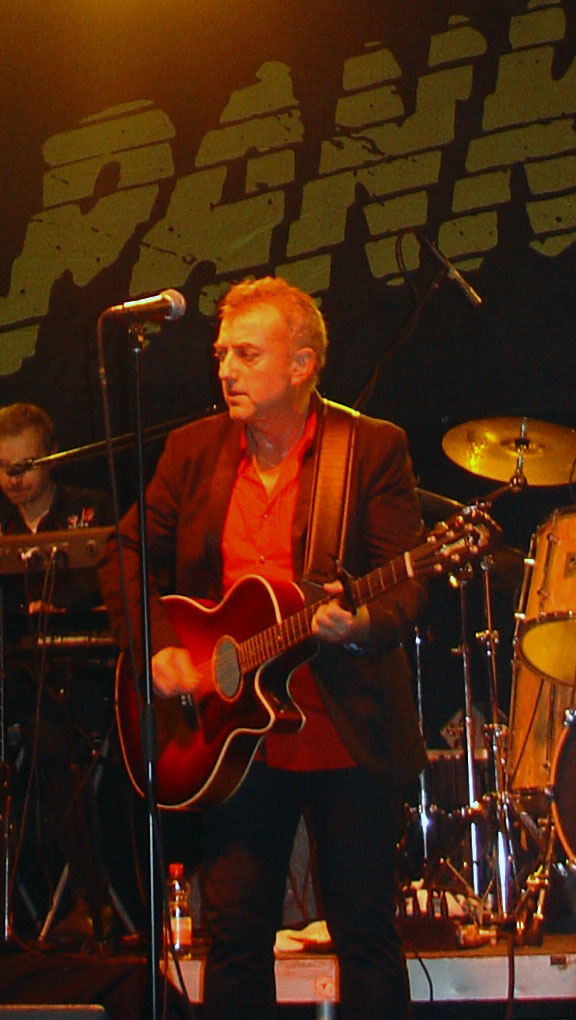
André Herzberg (* 1955)

- Herzberg, Annegret (* 1945), deutsche Schriftstellerin und Verlegerin
- Herzberg, Daniela (* 1969), deutsche Autorin und Regisseurin von Hörspielen und Radiofeatures
- Herzberg, Doris (1928–2001), deutsche Halbjüdin und Überlebende der NS-Judenverfolgung
- Herzberg, Emil (1820–1881), deutscher Richter und Parlamentarier
- Herzberg, Ernst Günther (1923–1989), deutscher Pädagoge und Politiker (FDP), MdL
- Herzberg, Frederick (1923–2000), US-amerikanischer Psychologe
- Herzberg, Frederik Stefan (* 1981), deutscher Mathematiker
- Herzberg, Friedrich August von († 1838), braunschweigischer Generalleutnant
- Herzberg, Fritz (* 1937), deutscher Landwirt und Mitglied der Volkskammer der DDR
- Herzberg, Gerd (* 1950), deutscher Gewerkschaftsfunktionär
- Herzberg, Gerhard (1904–1999), deutsch-kanadischer Chemiker und Physiker
- Herzberg, Guntolf (* 1940), deutscher Philosoph und Dissident in der DDR
- Herzberg, Hans Kaspar von (1685–1745), preußischer Generalmajor, Chef eines Altpreußischen Infanterieregiments
- Herzberg, Hans-Ulrich (1943–2023), deutscher Polizeibeamter, Sächsischer Landespolizeipräsident
- Herzberg, Isaak (1857–1936), deutscher jüdischer Religionslehrer und Schriftsteller
- Herzberg, Judith (* 1934), niederländische Schriftstellerin
- Herzberg, Julia (* 1978), deutsche Historikerin
- Herzberg, Karl-Heinz (1919–1996), deutscher Brigadegeneral der Bundeswehr
- Herzberg, Kurt (1896–1976), deutscher Hygieniker, Bakteriologe, Virologe und Hochschullehrer
- Herzberg, Luise (1906–1971), deutsch-kanadische Astrophysikerin und Maschinenbauerin
- Herzberg, Margarete (1921–2007), deutsche Opernsängerin (Mezzosopran)
- Herzberg, Martin (1911–1972), deutscher Schauspieler und Kinderdarsteller der Stummfilmzeit
- Herzberg, Martin (* 1981), deutscher Musikproduzent, Komponist und Musikwissenschaftler
- Herzberg, Michael (* 1964), deutscher Schachkomponist
- Herzberg, Philipp Yorck (* 1966), deutscher Psychologe und Hochschullehrer
- Herzberg, Rolf Dietrich (* 1938), deutscher Rechtswissenschaftler
- Herzberg, Romy (* 1951), deutsche Musikerin (Kontrabass)
- Herzberg, Stefan (* 1956), deutscher Diplomat
- Herzberg, Stephan (* 1978), deutscher Philosoph
- Herzberg, Thomas, deutscher Schriftsteller
- Herzberg, Walter (1898–1943), deutscher Grafiker und Karikaturist
- Herzberg, Wolfgang (* 1944), deutscher Publizist, Textdichter
- Herzberg-Fränkel, Leo (1827–1915), österreichischer Schriftsteller und Journalist
- Herzberg-Fränkel, Sigmund (1857–1913), österreichischer Historiker und Journalist
- Herzberger, Alfons (1879–1941), deutscher Unternehmer und Kommunalpolitiker
- Herzberger, Else (1877–1962), deutsche Unternehmerin
- Herzberger, Magda (1926–2021), US-amerikanische Autorin, Dichterin, Dozentin und Komponistin sowie Holocaust-Überlebende
- Herzberger, Max (1899–1982), deutschamerikanischer Mathematiker
- Herzberger, Steffen (* 1969), deutscher Fußballspieler
- Herzberger, Sven (* 1969), deutscher Politiker (parteilos) und Landrat von Dahme-Spreewald
- Herzberger, Willy (* 1895), deutscher SS-Führer
- Herzberger-Fofana, Pierrette (* 1949), deutsche Politikerin (Bündnis 90/Die Grünen), MdEP
- Herzbruch, Johann Carl Julius (1779–1866), deutscher evangelisch-lutherischer Geistlicher; Generalsuperintendent für Holstein
- Herzbruch, Theodor (1823–1891), deutscher Buchhändler
- Herzbruch, Timm (* 1997), deutscher Hockeyspieler
- Herzbrun, Bernard (1891–1964), US-amerikanischer Szenenbildner und Artdirector

### Herze
- Herzeele, Albrecht von (* 1821), deutscher Naturwissenschaftler
- Herzel, Carl Heinrich, schlesischer Publizist in Breslau
- Herzel, Stanislav (* 1990), deutscher Fußballspieler
- Herzele, Max (1911–1989), österreichischer Kaufmann und Politiker (VdU), Abgeordneter zum Nationalrat
- Herzen, Alexander Iwanowitsch (1812–1870), russischer Philosoph, Schriftsteller, PublizistAlexander Iwanowitsch Herzen (1812–1870)

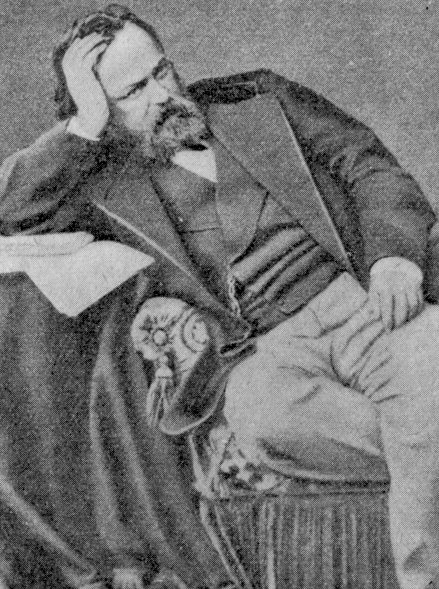
Alexander Iwanowitsch Herzen (1812–1870)

- Herzen, Édouard (1877–1936), belgischer Chemiker
- Herzenberg, Caroline (* 1932), US-amerikanische Physikerin und Wissenschaftshistorikerin
- Herzenberg, Elena (* 1979), deutsche Hochspringerin
- Herzenberg, Leonard (1931–2013), US-amerikanischer Biochemiker und Immunologe
- Herzenbruch, Felix (* 1992), deutscher Fußballspieler
- Herzenskron, Hermann (1789–1863), österreichischer Bühnenschriftsteller
- Herzenstein, Ludmilla (1906–1994), deutsche Architektin, Stadtplanerin und Kinderbuchautorin russischer Herkunft
- Herzenstein, Michail (1859–1906), russischer Wirtschaftswissenschaftler, Hochschullehrer und Publizist
- Herzer, Dierk, deutscher Ökonom
- Herzer, Heinz (1934–2006), deutscher Kunst- und Antikenhändler
- Herzer, Jens (* 1963), deutscher Theologe
- Herzer, Kathrine (* 1997), US-amerikanische Schauspielerin
- Herzer, Klaus (* 1932), deutscher Maler und Holzschneider
- Herzer, Ludwig (1872–1939), österreichischer Arzt und Librettist
- Herzer, Manfred (* 1949), deutscher Autor, Herausgeber und Geschichtsforscher
- Herzer, Rudolf (1878–1914), deutscher Komponist
- Herzer, Wolfgang (* 1948), deutscher Maler, Comiczeichner und -autor, Kurator und Pädagoge

### Herzf
- Herzfeld, Adolf (* 1883), deutscher Kaufmann, Unternehmer, Verbandsfunktionär der Zementindustrie sowie Bankier
- Herzfeld, Albert (1865–1943), deutscher Maler und Autor
- Herzfeld, Anatol (1931–2019), deutscher BildhauerAnatol Herzfeld (1931–2019)

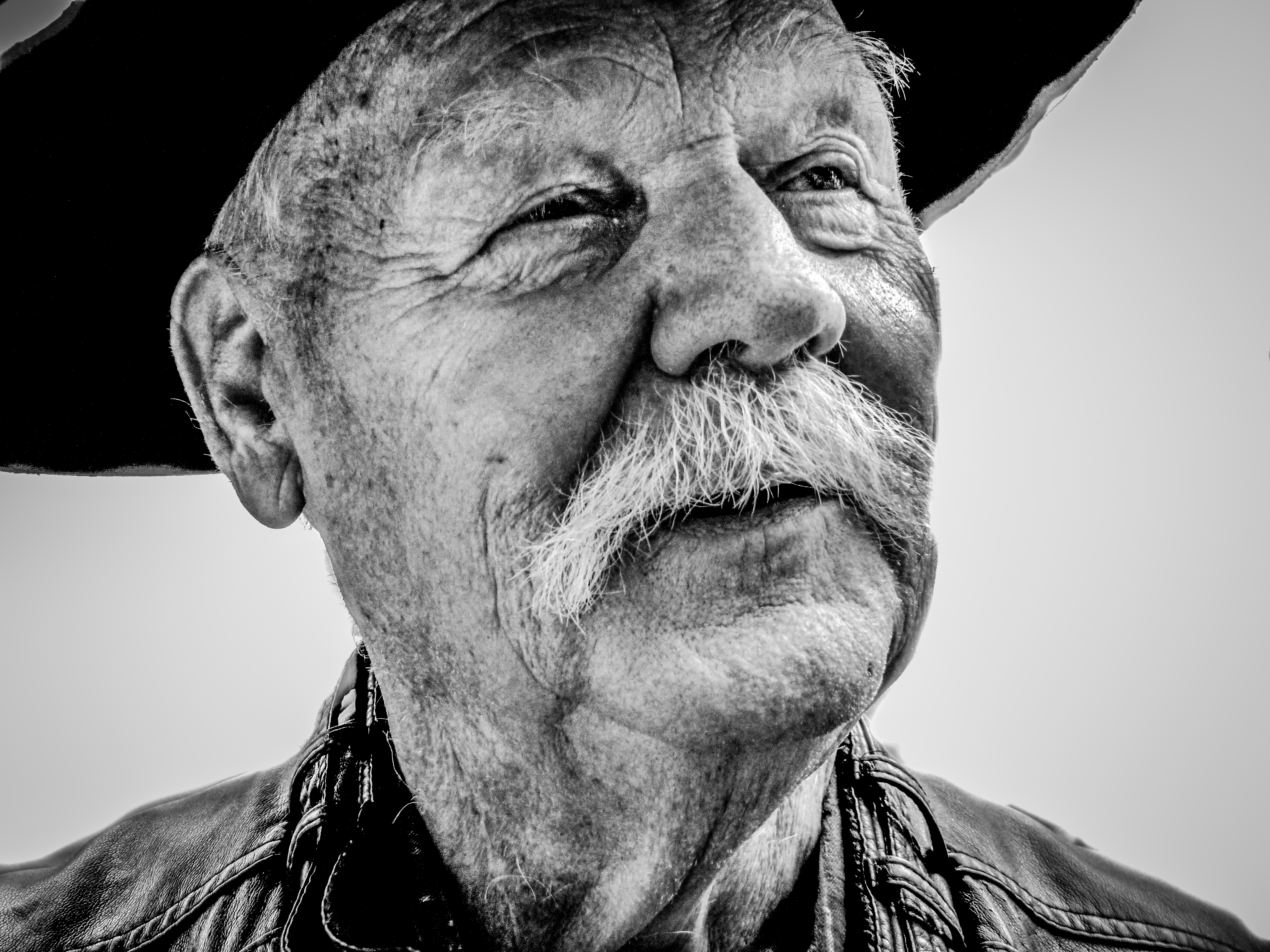
Anatol Herzfeld (1931–2019)

- Herzfeld, Andreas (* 1958), deutscher Flaggenkundler
- Herzfeld, Charles (1925–2017), österreichisch-amerikanischer Wissenschaftler und Manager
- Herzfeld, Ernst (1879–1948), deutscher Altorientalist (Iranologe)Ernst Herzfeld (1879–1948)

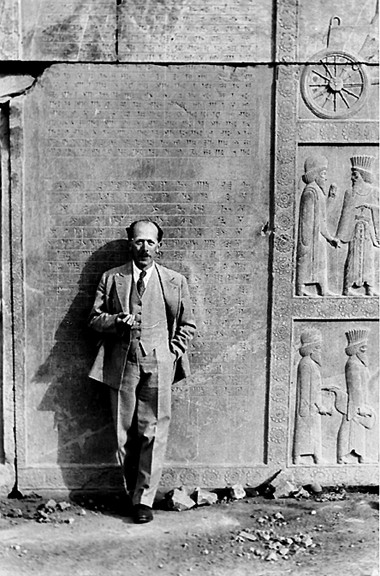
Ernst Herzfeld (1879–1948)

- Herzfeld, Friedrich (1897–1967), deutscher Kapellmeister, Musikschriftsteller und Musikkritiker
- Herzfeld, Gregor (* 1975), deutscher Musikwissenschaftler
- Herzfeld, Guido (1870–1923), deutscher Schauspieler und Theaterregisseur
- Herzfeld, Hans (1892–1982), deutscher Historiker
- Herzfeld, Jacob (1762–1826), deutscher Schauspieler und Theaterdirektor
- Herzfeld, Jacob (1859–1906), deutscher Chemiker
- Herzfeld, John (* 1947), US-amerikanischer Regisseur und Drehbuchautor
- Herzfeld, Joseph (1853–1939), deutscher Politiker (SPD, USPD, KPD), MdR
- Herzfeld, Karl (1883–1970), deutscher Jurist, Bankier und Verbandsfunktionär jüdischen Glaubens
- Herzfeld, Karl Ferdinand (1892–1978), österreichisch-amerikanischer Physiker
- Herzfeld, Levi (1810–1884), deutscher Rabbiner
- Herzfeld, Ludwig (1819–1911), deutscher Jurist
- Herzfeld, Marie (1855–1940), österreichische Schriftstellerin, Übersetzerin und Literaturkritikerin
- Herzfeld, Rudolf (1872–1939), deutscher Maschinenbauer, Erfinder, Regierungsbaumeister und Bankier
- Herzfeld, Salomon (1875–1948), deutsch-jüdischer Rechtsanwalt und Funktionär
- Herzfeld, Sebastian (* 1963), deutscher Komponist und Musiker
- Herzfeld, Victor von (1856–1919), ungarischer Komponist und Geiger
- Herzfeld-Link, Rosa († 1900), deutsche Schauspielerin
- Herzfeld-Wüsthoff, Günther (1893–1969), deutscher Antiquar, Privatgelehrter und Schriftsteller
- Herzfelde, Wieland (1896–1988), deutscher Publizist, Autor und VerlegerWieland Herzfelde (1896–1988)

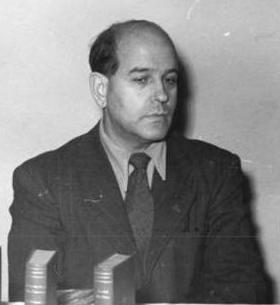
Wieland Herzfelde (1896–1988)

- Herzfelder, Emil (* 1879), deutscher Versicherungsmanager
- Herzfelder, Felix (1863–1944), deutscher Rechtsanwalt und juristischer Fachbuchautor
- Herzfelder, Henriette (1865–1927), österreichische Schriftstellerin und Frauenrechtsaktivistin
- Herzfeldt, Johanna (1886–1977), deutsche Sinologin

### Herzg
- Herzger, Walter († 1985), deutscher Grafiker und Maler
- Herzgsell, Fabian (* 1996), österreichisches Model und Fußballspieler
- Herzgsell, Johannes (* 1955), deutscher Philosoph und Jesuit

### Herzh
- Herzhoff, Bernhard (* 1944), deutscher Altphilologe

### Herzi
- Herzi, Hafsia (* 1987), französische Schauspielerin
- Herzi, Saida Hagi-Dirie, somalische Schriftstellerin und Frauenrechtsaktivistin
- Herzig, Arno (* 1937), deutscher Historiker
- Herzig, August (1846–1919), deutscher Bildhauer
- Herzig, Bardo (* 1964), deutscher Erziehungswissenschaftler und Universitätsprofessor
- Herzig, Charles Edwin (1929–1991), US-amerikanischer Geistlicher, römisch-katholischer Bischof von Tyler
- Herzig, Christian (* 1974), deutscher Umweltwissenschaftler
- Herzig, Denny (* 1984), deutscher Fußballspieler
- Herzig, Emil (1898–1962), deutscher Architekt und Hochschullehrer
- Herzig, Ernst (* 1943), österreichischer Politiker (ÖVP), Landtagsabgeordneter
- Herzig, Eva (* 1972), österreichische Theater- und FilmschauspielerinEva Herzig (* 1972)
- Herzig, Frank, deutscher Musiker

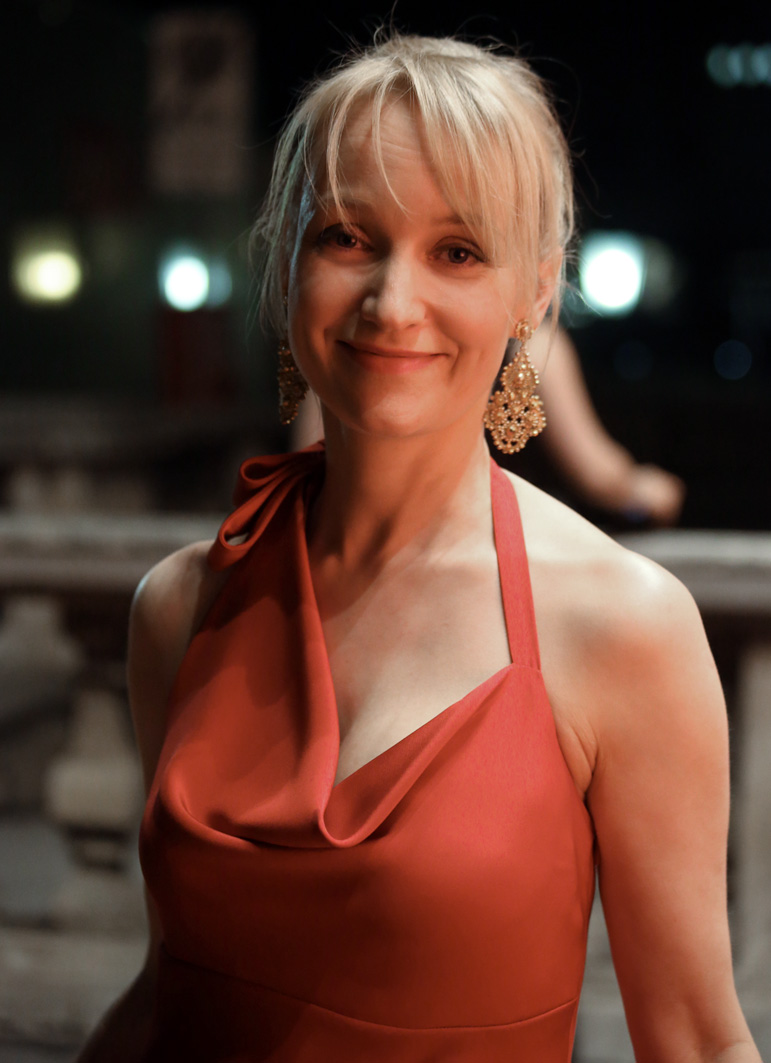
Eva Herzig (* 1972)

- Herzig, Georg (1941–2008), deutscher Maler
- Herzig, Heinrich (1887–1964), Schweizer Maler, Zeichner und Grafiker
- Herzig, Heinz E. (* 1936), Schweizer Althistoriker
- Herzig, Josef (1853–1924), österreichischer Chemiker
- Herzig, Manfred (* 1934), deutscher Jurist und Präsident des Landgerichts
- Herzig, Max (1863–1912), österreichischer Verleger und Buchhändler
- Herzig, Michael (* 1965), Schweizer Krimiautor
- Herzig, Monika (* 1964), deutsche Jazzmusikerin und Musikwissenschaftlerin
- Herzig, Moritz (* 1992), deutscher Grasskiläufer
- Herzig, Naemi (* 2007), Schweizer Eishockeyspielerin
- Herzig, Nico (* 1983), deutscher Fußballspieler
- Herzig, Norbert (* 1945), deutscher Betriebswirtschaftler und Autor
- Herzig, Peter M. (* 1954), deutscher Geologe und Mineraloge
- Herzig, Richard (1851–1934), deutscher Architekt und preußischer Baubeamter
- Herzig, Stefan (* 1957), deutscher Humanmediziner, Pharmakologe und Ausbildungsforscher
- Herzig, Werner (* 1928), deutscher Politiker (SED), Oberbürgermeister der Stadt Magdeburg
- Herzig, Wilhelm (1812–1894), österreichischer Arzt und Politiker
- Herzig, Willi (* 1949), Schweizer Journalist
- Herzig, Willy (1894–1978), deutscher Illustrator
- Herzig, Wolfgang (* 1941), österreichischer Maler
- Herziger, Gerd (* 1932), deutscher Laser-Physiker
- Herzigová, Eva (* 1973), tschechisches Model
- Herzing, Hanns (1890–1971), deutscher Maler
- Herzing, Jürgen (* 1960), deutscher Kommunalpolitiker (SPD), Oberbürgermeister von Aschaffenburg
- Herzing, Minni (1883–1968), deutsche Blumenmalerin
- Herzinger, Anton (1763–1826), österreichischer Maler, Radierer und Kupferstecher
- Herzinger, Richard (* 1955), deutscher Literaturwissenschaftler, Journalist und Publizist

### Herzk
- Herzka, Heinz Stefan (1935–2021), Schweizer Kinderarzt, Kinderpsychiater und Professor an der Universität Zürich
- Herzka, Julius (1859–1925), österreichischer Schauspieler, Theaterleiter, Theater- und Stummfilmregisseur
- Herzka-Freistadt, Else (1899–1953), österreichische Psychologin, Psychotherapeutin und Autorin
- Herzke, Ingo (* 1966), deutscher Literaturübersetzer
- Herzke, Paul (1852–1934), deutscher Bäckermeister und Politiker der DDP

### Herzl
- Herzl, Julie (1868–1907), Ehefrau von Theodor Herzl, dem Begründer des modernen politischen Zionismus
- Herzl, Robert (1940–2014), österreichischer Regisseur und Theaterintendant
- Herzl, Theodor (1860–1904), österreichischer Schriftsteller, Publizist, Journalist und zionistischer PolitikerTheodor Herzl (1860–1904)

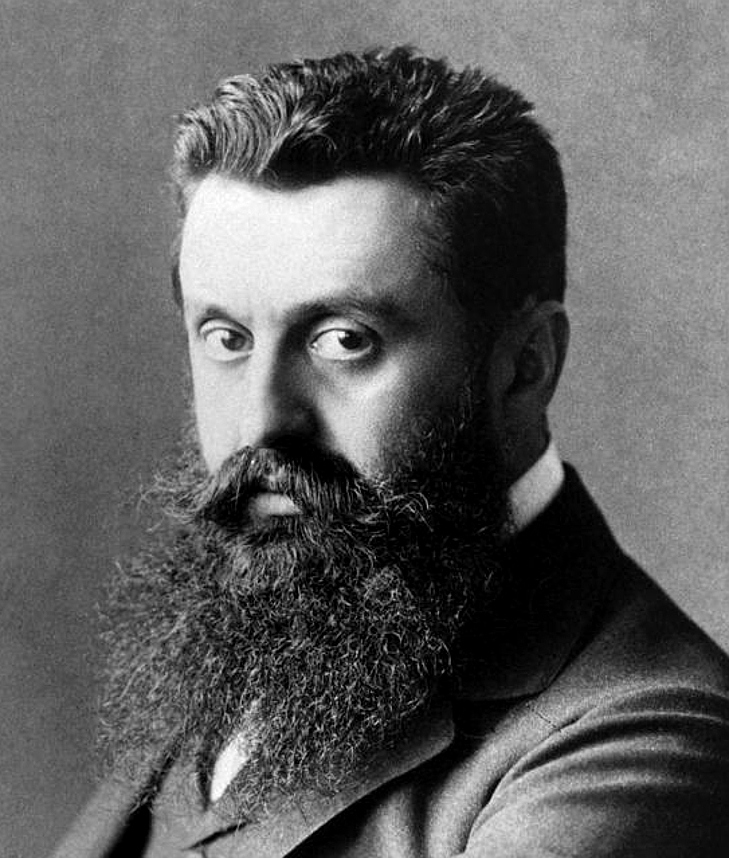
Theodor Herzl (1860–1904)

- Herzler, Hanno (* 1961), deutscher Autor, Publizist und Hörspielregisseur
- Herzlieb, Christian Friedrich Karl (1760–1794), deutscher evangelischer Theologe, Schriftsteller und Horaz-Übersetzer
- Herzlieb, Wilhelmine (1789–1865), deutsche Verlegerin

### Herzm
- Herzmann, Petra (* 1969), deutsche Erziehungswissenschaftlerin und Hochschullehrerin
- Herzmanovsky-Orlando, Fritz von (1877–1954), österreichischer Schriftsteller und ZeichnerFritz von Herzmanovsky-Orlando (1877–1954)

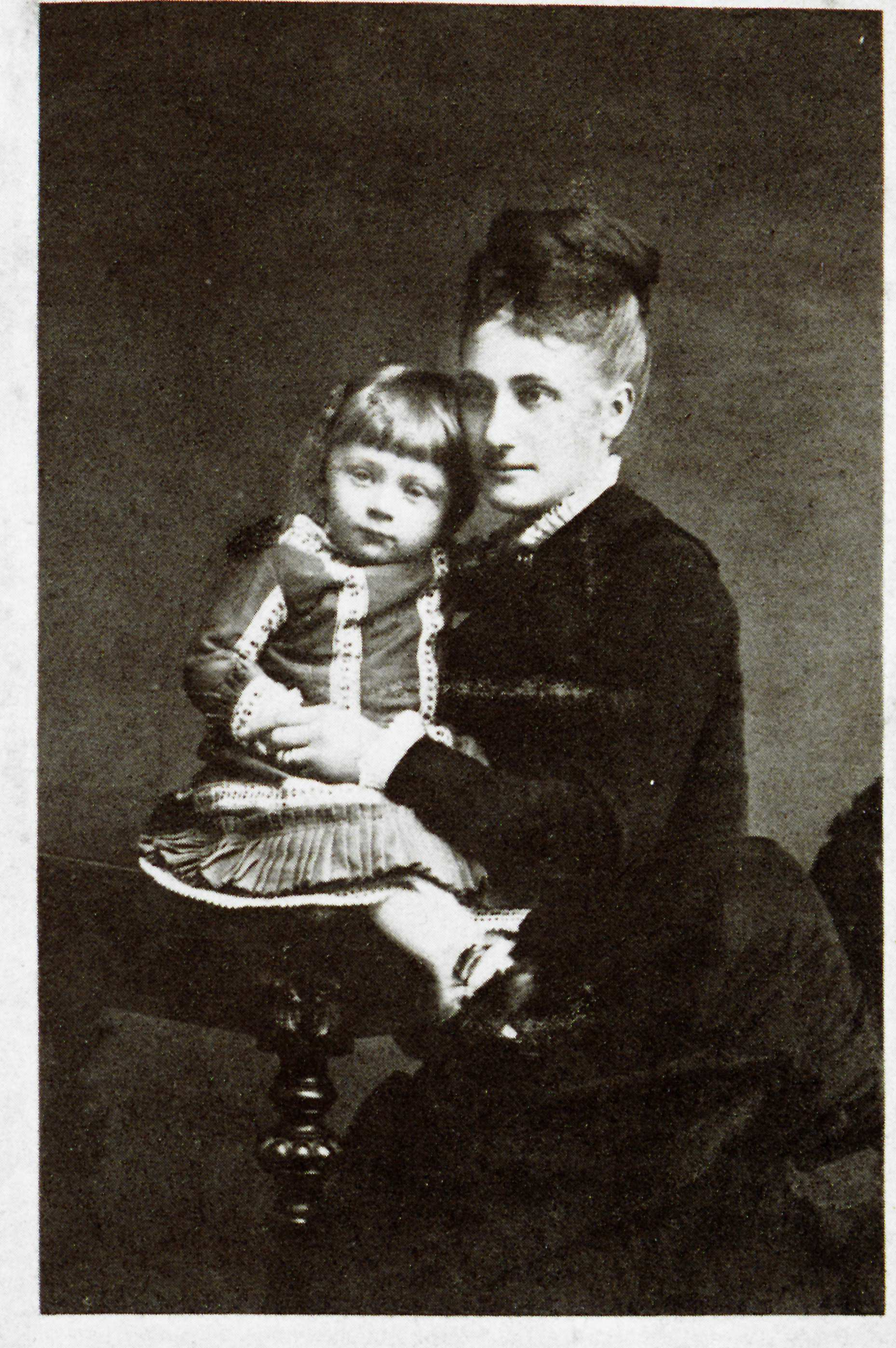
Fritz von Herzmanovsky-Orlando (1877–1954)

- Herzmansky, August (1834–1896), österreichischer Kaufmann und Einzelhandels-Unternehmer, Begründer des Warenhauses Herzmansky
- Herzmansky, Richard (1859–1939), österreichischer Politiker (DnP), Abgeordneter zum Nationalrat

### Herzn
- Herzner, Ernst (* 1952), deutscher Musiker
- Herzner, Franz (1898–1974), deutscher Politiker (KPD), MdL
- Herzner, Hans-Albrecht (1907–1942), deutscher Philologe und Abwehroffizier
- Herzner, Norbert (* 1945), deutscher Filmeditor
- Herzner, Volker (* 1940), deutscher Kunsthistoriker

### Herzo
- Herzog (* 1985), deutscher Rapper
- Herzog Jr., Arthur (1900–1983), amerikanischer Komponist
- Herzog von Zhou, chinesischer Staatsmann
- Herzog zu Mecklenburg, Carl Gregor (1933–2018), deutscher Musik- und Kunstwissenschaftler
- Herzog zu Mecklenburg, Friedrich Franz (1910–2001), deutscher Adliger
- Herzog zu Mecklenburg, Georg Alexander (1921–1996), deutscher Chef des Hauses Mecklenburg-Strelitz
- Herzog, Aaron (* 1998), deutscher Fußballspieler
- Herzog, Adam (1829–1895), Schweizer Richter und Politiker
- Herzog, Albert (1867–1955), deutscher Schriftsteller, Journalist, Dichter und Erzähler
- Herzog, Albin (1852–1909), Schweizer Mathematiker und Ingenieurwissenschaftler
- Herzog, Albin (1903–1983), deutscher Fußballspieler
- Herzog, Alexander (1934–2009), deutscher Schauspieler und Synchronsprecher
- Herzog, Alexander (1934–2016), deutscher Veterinärwissenschaftler, Präsident der Landestierärztekammer Hessen
- Herzog, Alfred (1895–1988), deutscher Maler
- Herzog, Alois (1872–1956), deutsch-österreichischer Textilingenieur sowie Hochschullehrer an der TH Dresden
- Herzog, Andrea (* 1999), deutsche Kanutin
- Herzog, Andreas (* 1967), deutscher Filmeditor und Filmregisseur
- Herzog, Andreas (* 1968), österreichischer FußballspielerAndreas Herzog (* 1968)

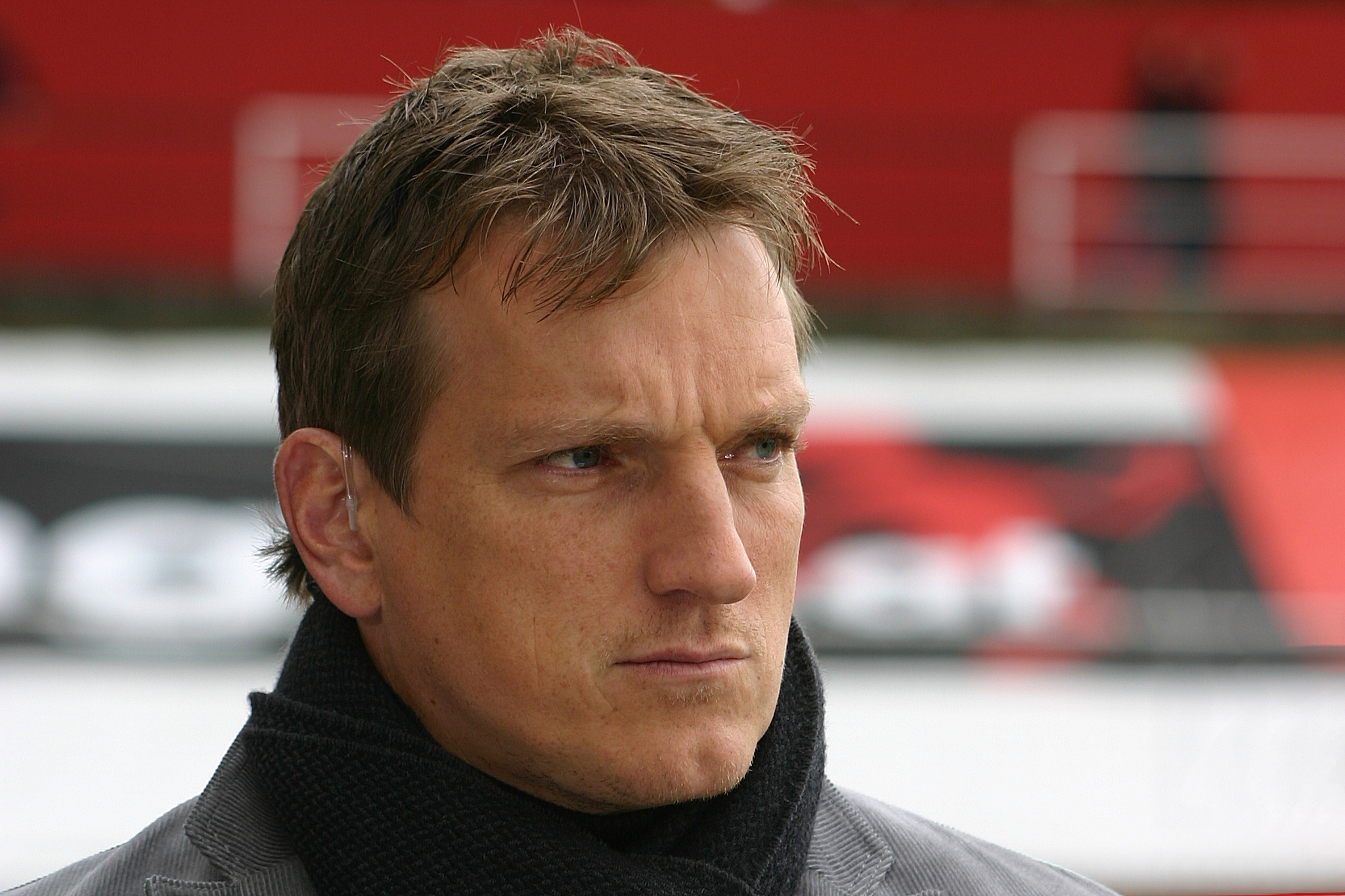
Andreas Herzog (* 1968)

- Herzog, Anna-Elena (* 1987), deutsche Schauspielerin
- Herzog, Annette (* 1960), deutsch-dänische Kinderbuchautorin und Übersetzerin
- Herzog, Arthur (1927–2010), amerikanischer Schriftsteller und Journalist
- Herzog, August (1885–1959), Schweizer Maler
- Herzog, Aura (1924–2022), israelische Sozial- und Umweltaktivistin und First Lady Israels
- Herzog, Axel (1944–2010), deutscher Autor
- Herzog, Bernd (* 1938), deutscher Fußballspieler
- Herzog, Bernhard (* 1984), österreichischer Politiker (SPÖ), Nationalrat
- Herzog, Bernhard-Heinrich (* 1964), deutscher Schauspieler
- Herzog, Bodo (* 1925), deutscher Archivar, Marinehistoriker und ehemaliger Seeoffizier
- Herzog, Chaim (1918–1997), israelischer Politiker, Präsident IsraelsChaim Herzog (1918–1997)

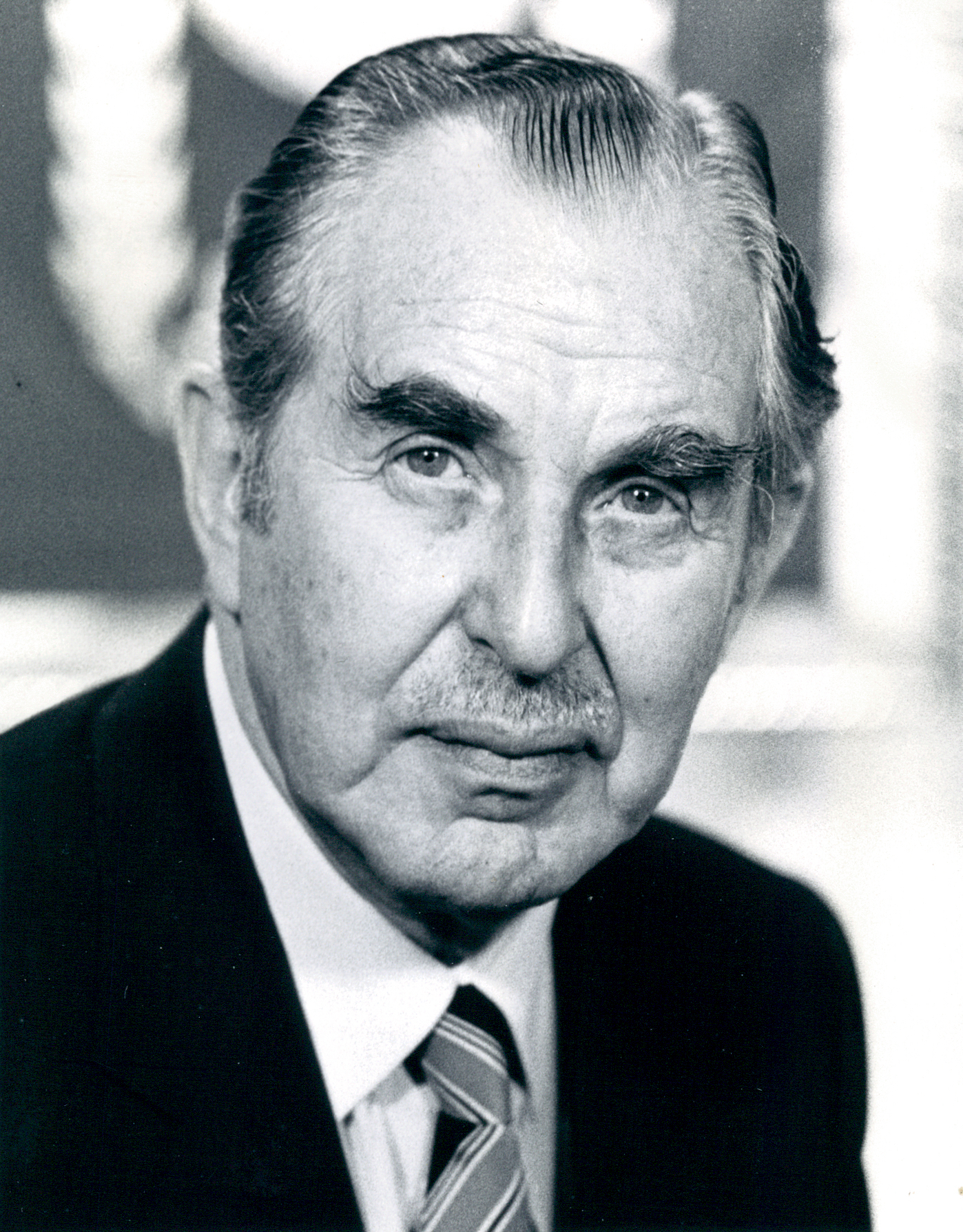
Chaim Herzog (1918–1997)

- Herzog, Christian Gottlob (1789–1868), deutscher Theologe und Altphilologe
- Herzog, Christiane (1936–2000), deutsche Ehefrau des Bundespräsidenten Roman Herzog
- Herzog, Christoph (* 1961), deutscher Turkologe
- Herzog, Christoph (* 1991), österreichischer Eishockeyspieler
- Herzog, Constantin (* 1984), deutscher Kontrabassist
- Herzog, Dagmar (* 1961), US-amerikanische Historikerin und Professorin für Geschichte an der City University of New York
- Herzog, Daniel (1941–2023), US-amerikanischer Bischof der Episkopalkirche
- Herzog, Daniel (* 1995), Schweizer Unihockeyspieler auf der Position des Verteidigers
- Herzog, David (1869–1946), Landesrabbiner für Steiermark und Kärnten
- Herzog, Dieter (* 1946), deutscher Fußballspieler
- Herzog, Dietrich (1931–2001), deutscher Politikwissenschaftler und Hochschullehrer
- Herzog, Ed (* 1965), deutscher Drehbuchautor und Filmregisseur
- Herzog, Edgar (1891–1973), deutscher Psychotherapeut und Individualpsychologe
- Herzog, Eduard (1801–1867), deutscher Theologe, Geistlicher und Schriftsteller
- Herzog, Eduard (1841–1924), erster christkatholischer Bischof der Schweiz
- Herzog, Elena (* 1998), deutsche Schauspielerin und Regisseurin
- Herzog, Elias (* 1949), orthodoxer Mönch und ehemaliger Bischof
- Herzog, Elsa (1876–1964), deutsche Moderedakteurin
- Herzog, Elvira (* 2000), Schweizer FussballspielerinElvira Herzog (* 2000)

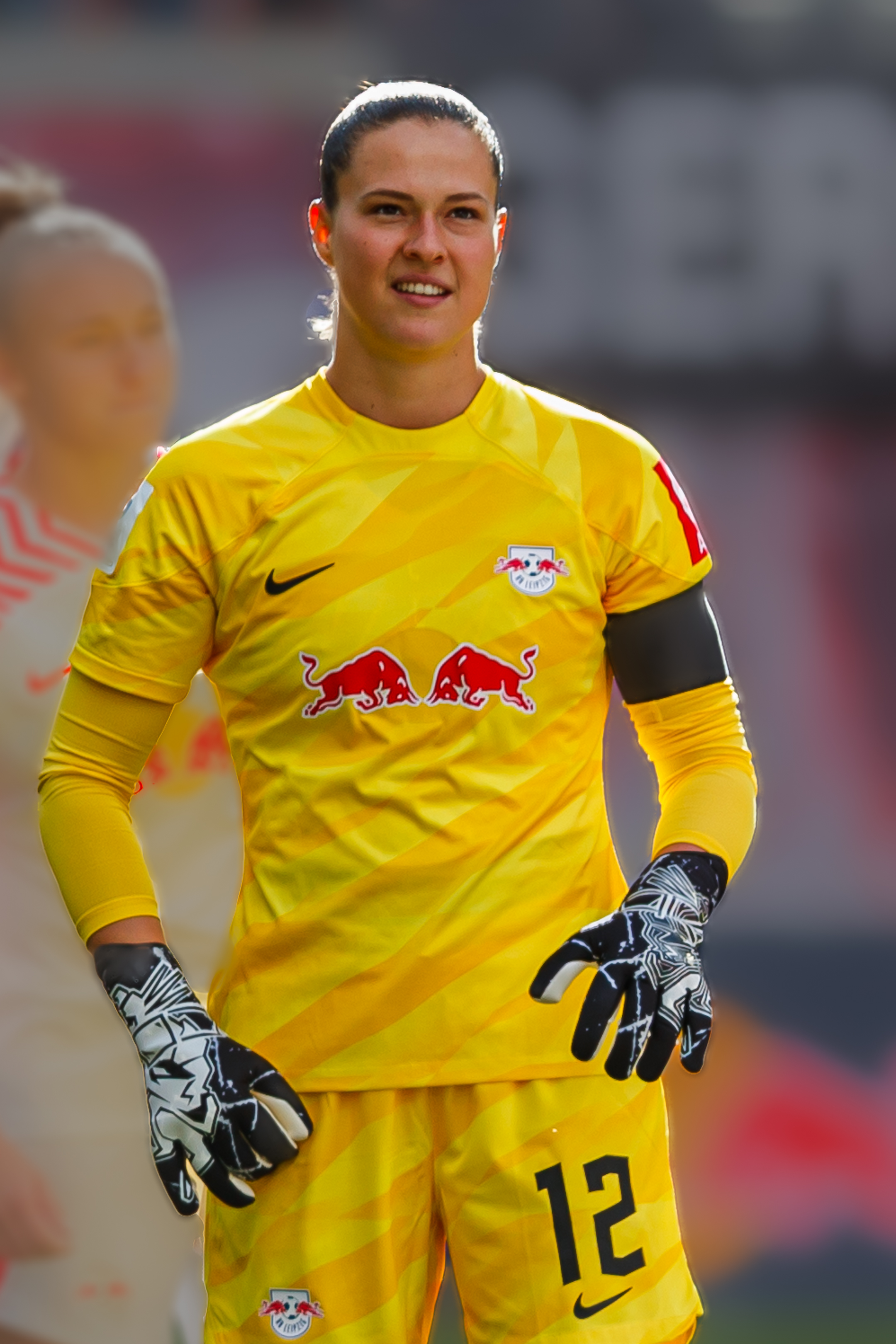
Elvira Herzog (* 2000)

- Herzog, Emil (1809–1883), deutscher Mediziner und Chronist
- Herzog, Emil (* 2004), deutscher Radrennfahrer
- Herzog, Emmy (1903–2009), deutsche Autorin
- Herzog, Erich (1917–2000), deutscher Kunsthistoriker und Museumsdirektor
- Herzog, Ernst (1898–1967), Schweizer Politiker (SP)
- Herzog, Ernst von (1834–1911), deutscher Klassischer Philologe, Althistoriker, Epigraphiker und Provinzialrömischer Archäologe
- Herzog, Eugen (1875–1928), österreichischer Romanist
- Herzog, Eva (* 1961), Schweizer Historikerin, Kulturmanagerin und Politikerin (SP)
- Herzog, Fabrice (* 1994), Schweizer Eishockeyspieler
- Herzog, Felix (* 1959), deutscher Rechtswissenschaftler
- Herzog, Felix Benedict (1859–1912), US-amerikanischer Fotograf und Ingenieur
- Herzog, Ferdinand (1761–1834), österreichischer Benediktiner und Abt
- Herzog, Florian (* 1989), deutscher Jazzmusiker (Kontrabass, Komposition)
- Herzog, Frank (1949–2022), deutscher Maler, Bildhauer und Zeichner
- Herzog, Frank (* 1959), deutscher Radsportler
- Herzog, Franz (1917–1986), deutscher Chordirigent, Musikpädagoge und Komponist
- Herzog, Franz Alfred (1880–1962), Schweizer katholischer Theologe und Schriftsteller
- Herzog, Franz M. (* 1962), österreichischer Chorleiter und Komponist
- Herzog, Fred (1930–2019), deutsch-kanadischer Fotograf und Pionier der Farbfotografie
- Herzog, Fred (* 1969), US-amerikanischer Basketballspieler
- Herzog, Friedrich Gottlob (1689–1751), deutscher evangelischer Theologe
- Herzog, Friedrich W. (1902–1976), deutscher Schriftsteller und Musikkritiker
- Herzog, Gabriele (* 1948), deutsche Schriftstellerin, Hörspiel- und Drehbuchautorin
- Herzog, Georg (1884–1962), deutscher Pathologe und Hochschullehrer
- Herzog, George (1901–1983), US-amerikanischer Musikethnologe und Ethnolologe
- Herzog, Gerulf (1936–2020), deutscher Kommunalpolitiker (CDU), Landrat
- Herzog, Günter (1910–1942), deutscher Jazz- und Unterhaltungsmusiker (Trompete, Leiter)
- Herzog, Günter (* 1937), deutscher Jurist
- Herzog, Gustav (* 1958), deutscher Politiker (SPD), MdB
- Herzog, Hans (1819–1894), Schweizer GeneralHans Herzog (1819–1894)

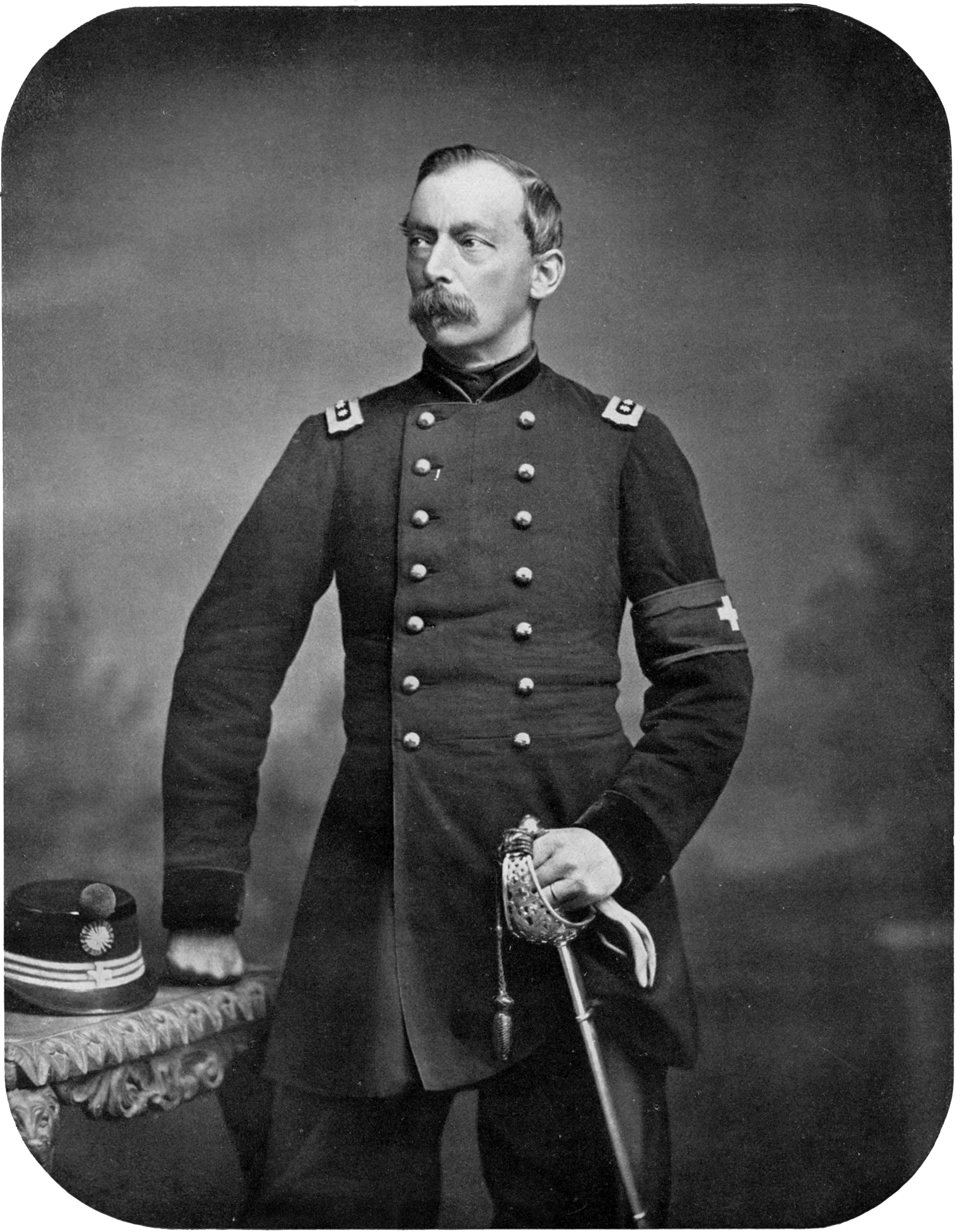
Hans Herzog (1819–1894)

- Herzog, Hans (1858–1929), Schweizer Archivar, Bibliothekar und Historiker
- Herzog, Hans M. (* 1954), deutscher Übersetzer
- Herzog, Heinrich (1822–1898), Schweizer Lehrer und Jugendschriftsteller
- Herzog, Heinrich (1827–1893), deutscher Zirkusdirektor
- Herzog, Helene (* 2001), österreichische Hockeyspielerin
- Herzog, Hendrik (* 1969), deutscher Fußballspieler
- Herzog, Hermann (1844–1904), deutscher Textilfabrikant und Politiker (FVp), MdR
- Herzog, Hermann (1877–1939), deutscher Parlamentarier im Fürstentum Reuß älterer Linie
- Herzog, Hermann Ottomar (1832–1932), deutscher Landschaftsmaler
- Herzog, Herta (1910–2010), österreichisch-amerikanische Sozialpsychologin und Kommunikationswissenschaftlerin
- Herzog, Ingo (1913–1980), deutscher Journalist
- Herzog, Isaak HaLevy (1888–1959), irischer, später israelischer Rabbiner polnischer Herkunft
- Herzog, Ja’akov (1921–1972), israelischer Rabbiner und Diplomat
- Herzog, Jacques (* 1950), Schweizer Architekt
- Herzog, Jakob (1867–1959), Schweizer Landschaftsmaler
- Herzog, Jan (* 1974), deutscher Ruderer
- Herzog, Jens-Daniel (* 1963), deutscher Theater- und Opernregisseur
- Herzog, Jitzchak (* 1960), israelischer Politiker (Awoda) und RechtsanwaltJitzchak Herzog (* 1960)

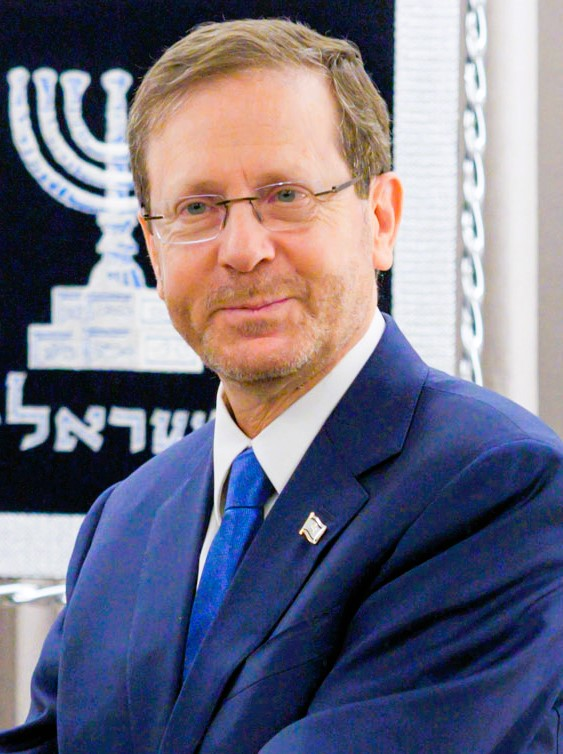
Jitzchak Herzog (* 1960)

- Herzog, Johann (* 1943), österreichischer Politiker (FPÖ), Landtagsabgeordneter
- Herzog, Johann Georg (1822–1909), deutscher Organist, Komponist und Hochschullehrer
- Herzog, Johann Gotthelf (1738–1787), deutscher Arzt
- Herzog, Johann Jakob (1805–1882), Schweizer reformierter Theologe
- Herzog, Johann Paul (1812–1870), deutscher Mediziner und Politiker
- Herzog, Johannes (1773–1840), Schweizer Politiker und Unternehmer, Bürgermeister und Tagsatzungsgesandter
- Herzog, Josef (* 1903), deutscher Jurist
- Herzog, Josef (1928–2016), österreichischer Militär, Brigadier des Österreichischen Bundesheeres
- Herzog, Josef (1939–1998), Schweizer Maler und Zeichner
- Herzog, Jürgen (1941–2024), deutscher Mathematiker und Hochschullehrer
- Herzog, Karl (1906–1998), deutscher Offizier, zuletzt Generalmajor der Bundeswehr
- Herzog, Karl (* 1941), deutscher Volleyballspieler und -trainer
- Herzog, Karl Joseph Benjamin (1827–1902), Staatssekretär des Deutschen Reiches
- Herzog, Katharina (* 1976), deutsche Schriftstellerin
- Herzog, Klaus (* 1951), deutscher Bürgermeister
- Herzog, Kristina (* 1972), deutsche Autorin
- Herzog, Kurt (1889–1948), deutscher General der Artillerie
- Herzog, Kurt (* 1910), deutscher Politiker (CDU, NDPD)
- Herzog, Kurt (* 1951), deutscher Politiker (Die Linke), MdL
- Herzog, Lewis Edward (1868–1943), amerikanischer Maler
- Herzog, Lisa (* 1983), deutsche Philosophin und Sozialwissenschaftlerin
- Herzog, Lothar (* 1943), deutscher Kellner und Personenschützer Erich Honeckers
- Herzog, Lothar (* 1977), deutscher Filmregisseur
- Herzog, Lotta (* 2012), deutsche Schauspielerin
- Herzog, Lukas (* 1993), österreichischer Eishockeytorwart
- Herzog, Lukas (* 2001), deutscher BasketballspielerLukas Herzog (* 2001)

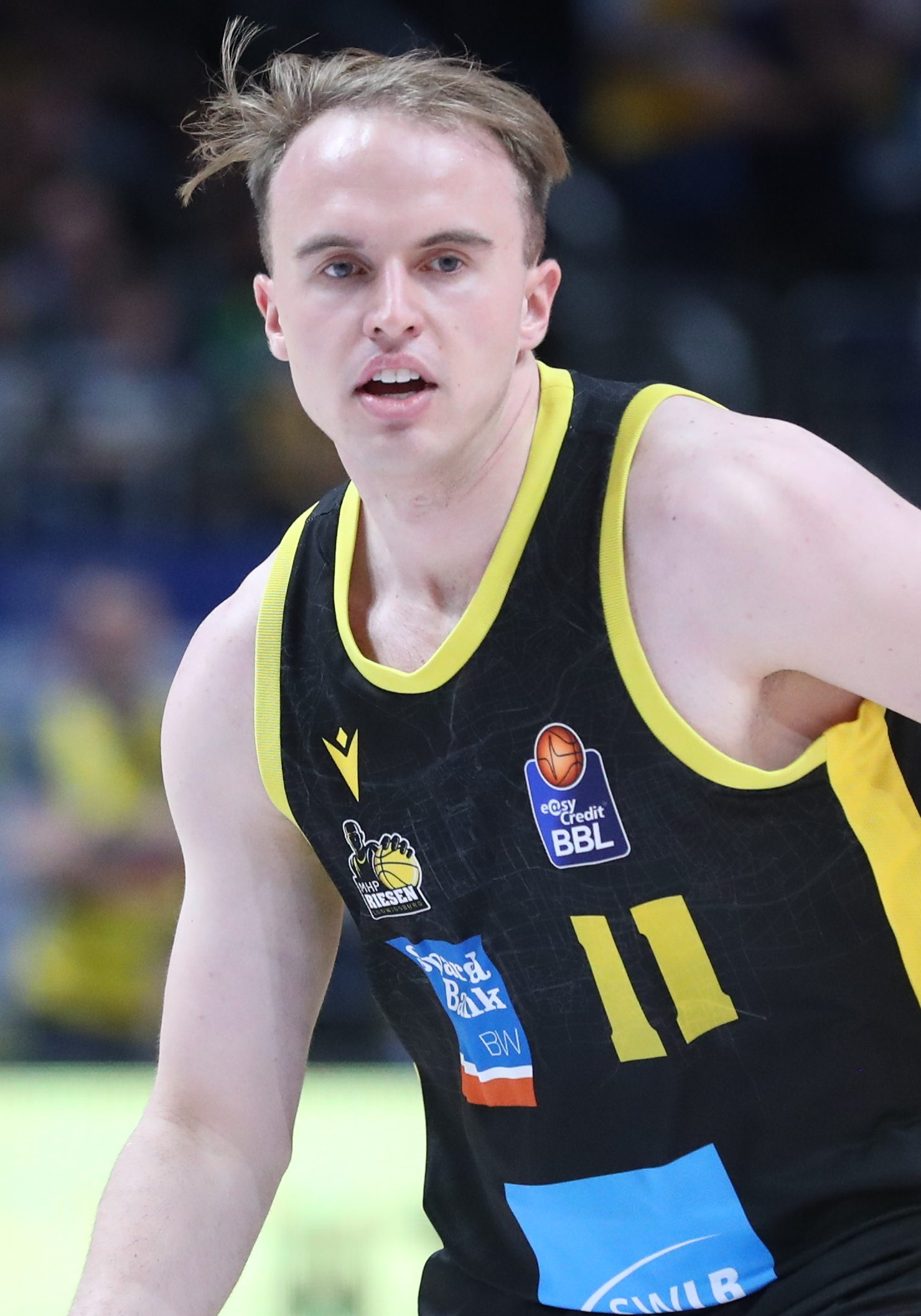
Lukas Herzog (* 2001)

- Herzog, Maike (* 1999), deutsche Volleyballspielerin
- Herzog, Marcel (* 1980), Schweizer Fussballtorhüter
- Herzog, Margarethe (* 1947), deutsche Volleyballspielerin und -trainerin
- Herzog, Marian (1758–1828), Schweizer Benediktinerpater, Hochschullehrer und Oppositioneller gegen den Franzoseneinfall (1798)
- Herzog, Marianne (* 1939), deutsches Mitglied der RAF
- Herzog, Marianne (* 1941), deutsche Erziehungswissenschaftlerin
- Herzog, Marika (* 1986), deutsche Comiczeichnerin
- Herzog, Markwart (* 1958), deutscher Philosoph, Sport- und Kulturhistoriker
- Herzog, Martin (* 1936), deutscher Jurist und Politiker (CDU), MdL
- Herzog, Marvin (1927–2013), kanadischer Sprachwissenschaftler, Professor für Jiddisch an der Columbia University
- Herzog, Matthias (* 1973), deutscher Unternehmer und Politiker (BSW)
- Herzog, Maurice (1919–2012), französischer Bergsteiger und Politiker
- Herzog, Max (1926–2012), Schweizer Bauingenieur
- Herzog, Michael (* 1952), israelischer Botschafter in den Vereinigten Staaten
- Herzog, Michael (* 1964), deutscher Psychophysiker und Hochschullehrer
- Herzog, Michael Andreas, deutscher Miniaturmaler und Heraldiker
- Herzog, Michal (* 1962), israelische Rechtsanwältin und First LadyMichal Herzog (* 1962)

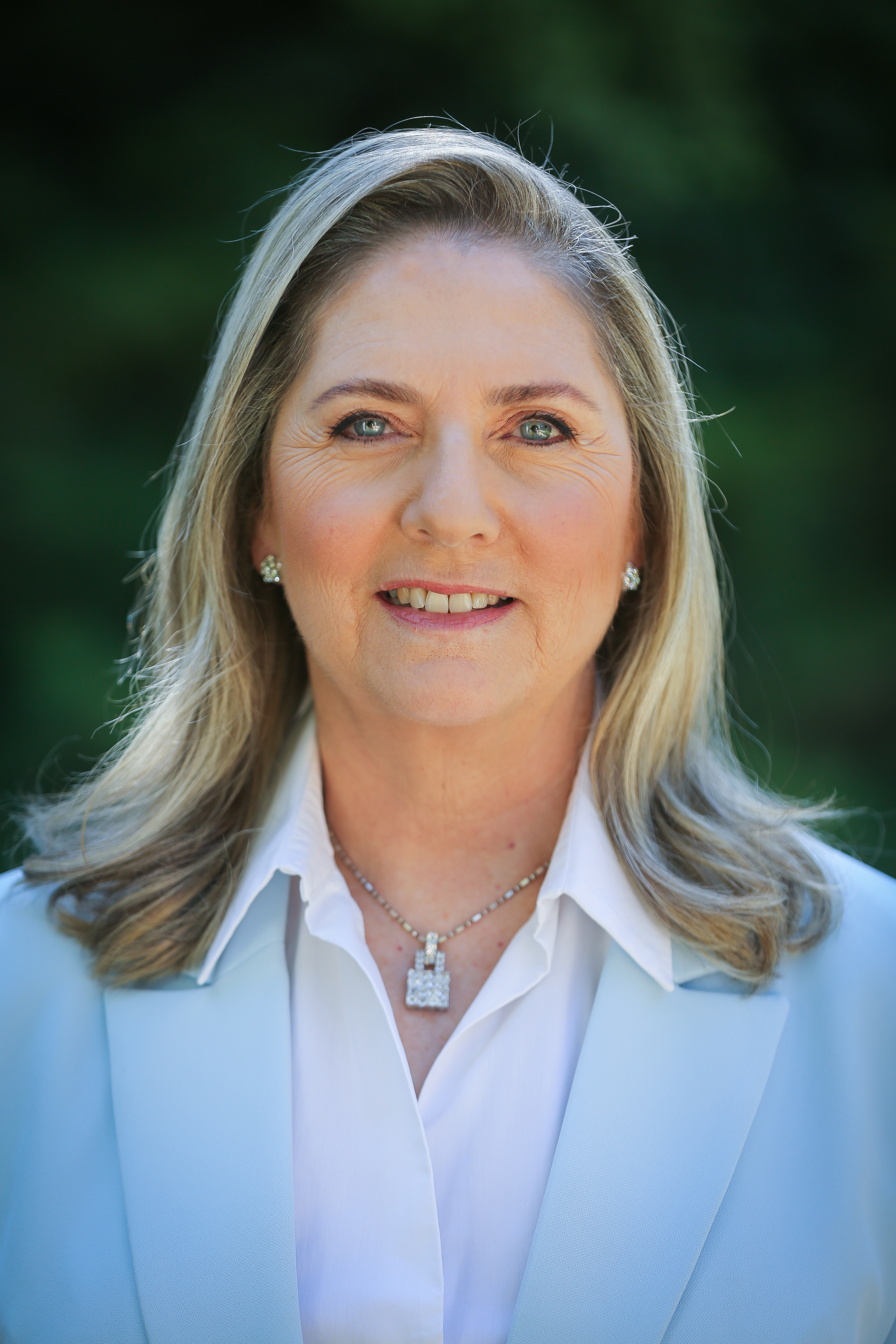
Michal Herzog (* 1962)

- Herzog, Mikel (* 1960), spanischer Sänger (Baskenland)
- Herzog, Milan (1908–2010), amerikanischer Produzent
- Herzog, Olivia (* 1999), Schweizer Unihockeyspielerin
- Herzog, Oswald (* 1881), deutscher Künstler, Grafiker und Bildhauer
- Herzog, Otthein (* 1944), deutscher Informatiker
- Herzog, Otto (1888–1964), deutscher Bergsteiger
- Herzog, Otto (1889–1957), siebenbürgisch-sächsischer Verleger und Politiker
- Herzog, Otto (1900–1945), deutscher NSDAP-Funktionär, Reichstagsabgeordneter und SA-Obergruppenführer
- Herzog, Paul, deutscher Fußballspieler
- Herzog, Peter (1929–2004), deutscher Schauspieler
- Herzog, Peter (* 1942), deutscher Fußballspieler
- Herzog, Peter (* 1987), österreichischer Langstreckenläuferin und Triathlet
- Herzog, Pnina († 2005), israelische Apothekerin und Beamtin
- Herzog, Reginald Oliver (1878–1935), österreichischer Physiko-Chemiker
- Herzog, Regine (* 1973), deutsche Bildhauerin, Malerin und Installationskünstlerin
- Herzog, Reinhart (1941–1994), deutscher Altphilologe
- Herzog, Richard (1867–1950), deutscher Bürgermeister und Politiker, MdR
- Herzog, Richard (1911–1999), österreichisch-US-amerikanischer Physiker
- Herzog, Robert (1823–1886), Erzbischof von Breslau
- Herzog, Robert (1894–1976), deutscher Jurist und Politiker (CDU), MdL Baden-Württemberg
- Herzog, Rolf (1919–2006), deutscher Ethnologe
- Herzog, Roman (1934–2017), deutscher Jurist und Politiker (CDU), MdL, deutscher Bundespräsident und Präsident des BundesverfassungsgerichtsRoman Herzog (1934–2017)

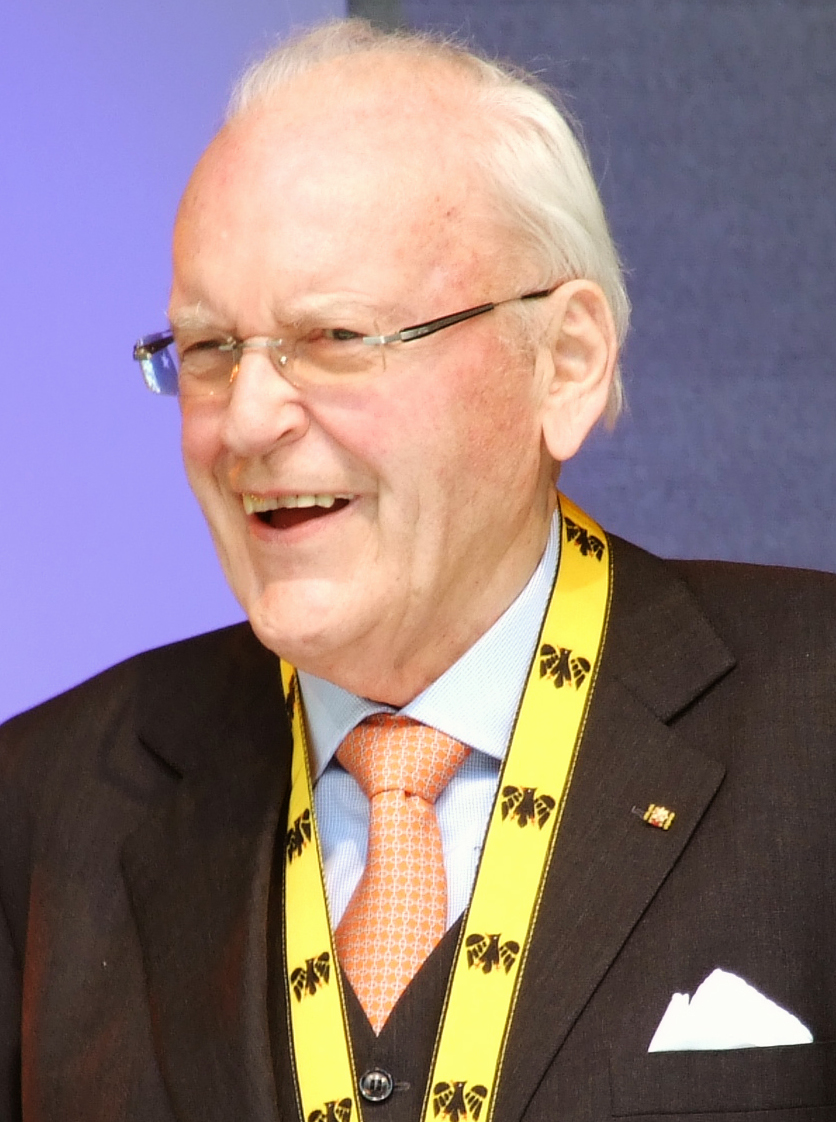
Roman Herzog (1934–2017)

- Herzog, Ronald Paul (1942–2019), US-amerikanischer Geistlicher, emeritierter römisch-katholischer Bischof von Alexandria
- Herzog, Rosina († 1642), Äbtissin von Lichtenthal
- Herzog, Rudolf (1837–1903), deutscher Ingenieur
- Herzog, Rudolf (1869–1943), deutscher Schriftsteller und Journalist
- Herzog, Rudolf (1871–1953), deutscher Altphilologe
- Herzog, Sigrid (* 1949), deutsche Theaterregisseurin
- Herzog, Theo (1905–1980), deutscher Archivar und Lokalhistoriker
- Herzog, Theodor (1880–1961), deutscher Botaniker
- Herzog, Thomas (* 1941), deutscher Architekt und Wissenschaftler
- Herzog, Thomas (* 1976), deutscher Jurist und Oberbürgermeister
- Herzog, Tommy (* 1977), Schweizer Bobfahrer
- Herzog, Ulli (1938–2003), deutscher Hörspiel-Regisseur, Autor und Hörspielsprecher
- Herzog, Urs (1942–2015), Schweizer Germanist
- Herzog, Valentin (* 1941), deutsch-schweizerischer Lehrer, Schriftsteller und Kritiker
- Herzog, Vanessa (* 1995), österreichische Eisschnellläuferin
- Herzog, Verena (* 1956), Schweizer Politikerin (SVP)
- Herzog, Walter (* 1936), deutscher Grafiker und Architekt
- Herzog, Walter (* 1949), Schweizer Pädagoge
- Herzog, Werner (* 1942), deutscher Regisseur, Produzent, Schauspieler, Synchronsprecher und SchriftstellerWerner Herzog (* 1942)

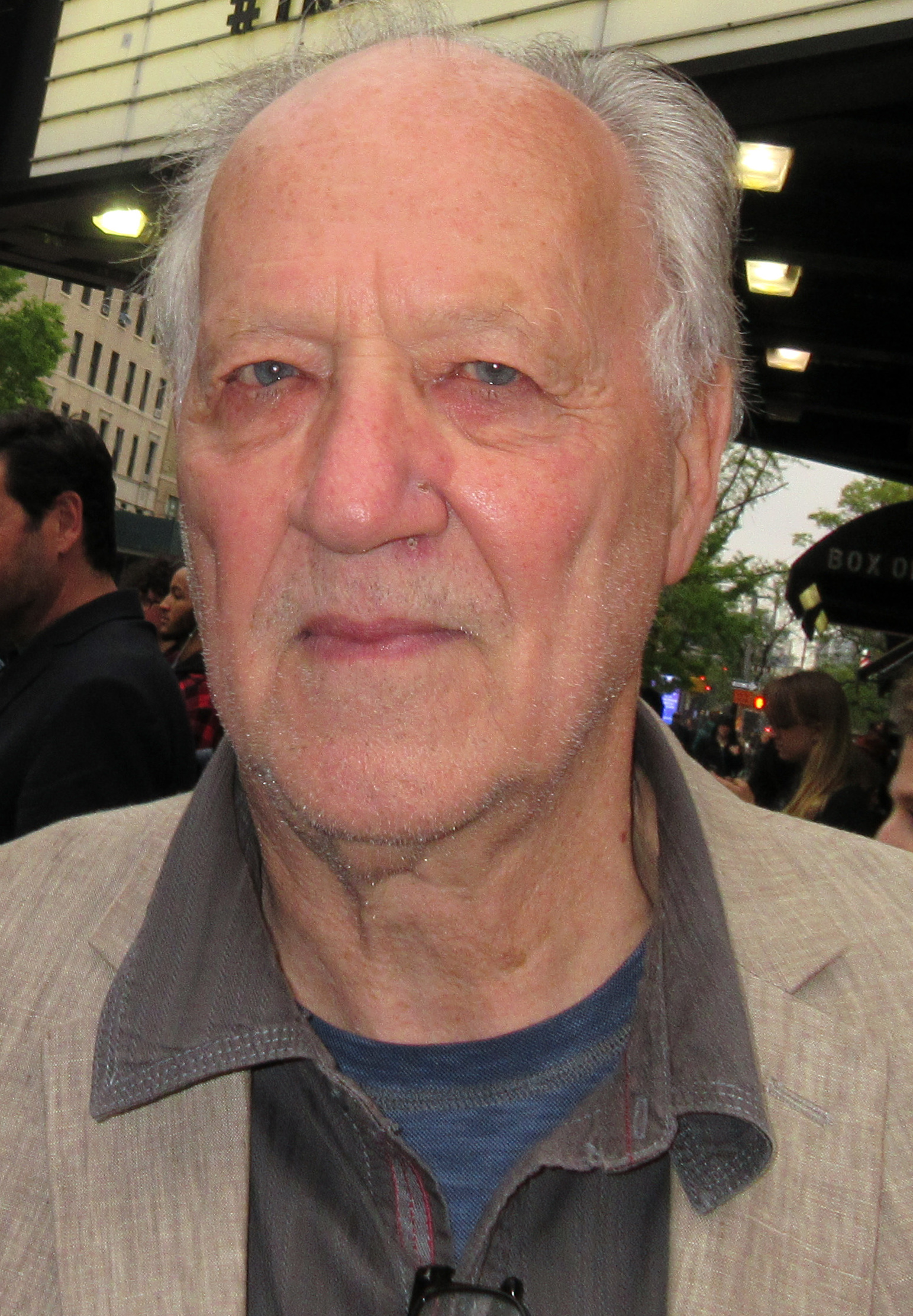
Werner Herzog (* 1942)

- Herzog, Werner (* 1962), österreichischer Skirennläufer
- Herzog, Whitey (1931–2024), US-amerikanischer Baseballspieler und -trainer
- Herzog, Wilhelm (1884–1960), deutscher Literatur- und Kulturhistoriker, Dramatiker und Enzyklopädist
- Herzog, Wilhelm Peter (* 1918), deutscher Jugendbuchautor und Verlagsleiter
- Herzog, Wolfgang (* 1953), deutscher Mediziner und Hochschullehrer
- Herzog-Dürck, Johanna (1902–1991), deutsche Psychotherapeutin und Vertreterin der daseinsanalytischen Psychologie
- Herzog-Götze, Rosemarie (1926–2011), deutsche Schauspielerin
- Herzog-Hauser, Gertrud (1894–1953), österreichische Klassische Philologin
- Herzog-von der Heide, Elisabeth (* 1962), deutsche Kommunalpolitikerin (SPD)
- Herzogenberg, August von (1767–1834), französisch-österreichischer Feldmarschalleutnant
- Herzogenberg, Elisabeth von (1847–1892), deutsche Pianistin, Komponistin, Sängerin und Mäzenin
- Herzogenberg, Heinrich von (1843–1900), österreichischer Komponist
- Herzogenberg, Johanna von (1921–2012), tschechoslowakisch-deutsche Kunsthistorikerin und Schriftstellerin
- Herzogenrath, Bernd (* 1964), deutscher Amerikanist
- Herzogenrath, Felix (* 1975), deutscher Filmregisseur und Drehbuchautor
- Herzogenrath, Wulf (* 1944), deutscher Kunsthistoriker und Kurator
- Herzogenrath-Amelung, Günther, deutscher Jurist

### Herzs
- Herzschuh, Ulrike (* 1975), deutsche Biologin und Paläontologin
- Herzsprung, Bernd (* 1942), deutscher Schauspieler
- Herzsprung, Hannah (* 1981), deutsche SchauspielerinHannah Herzsprung (* 1981)

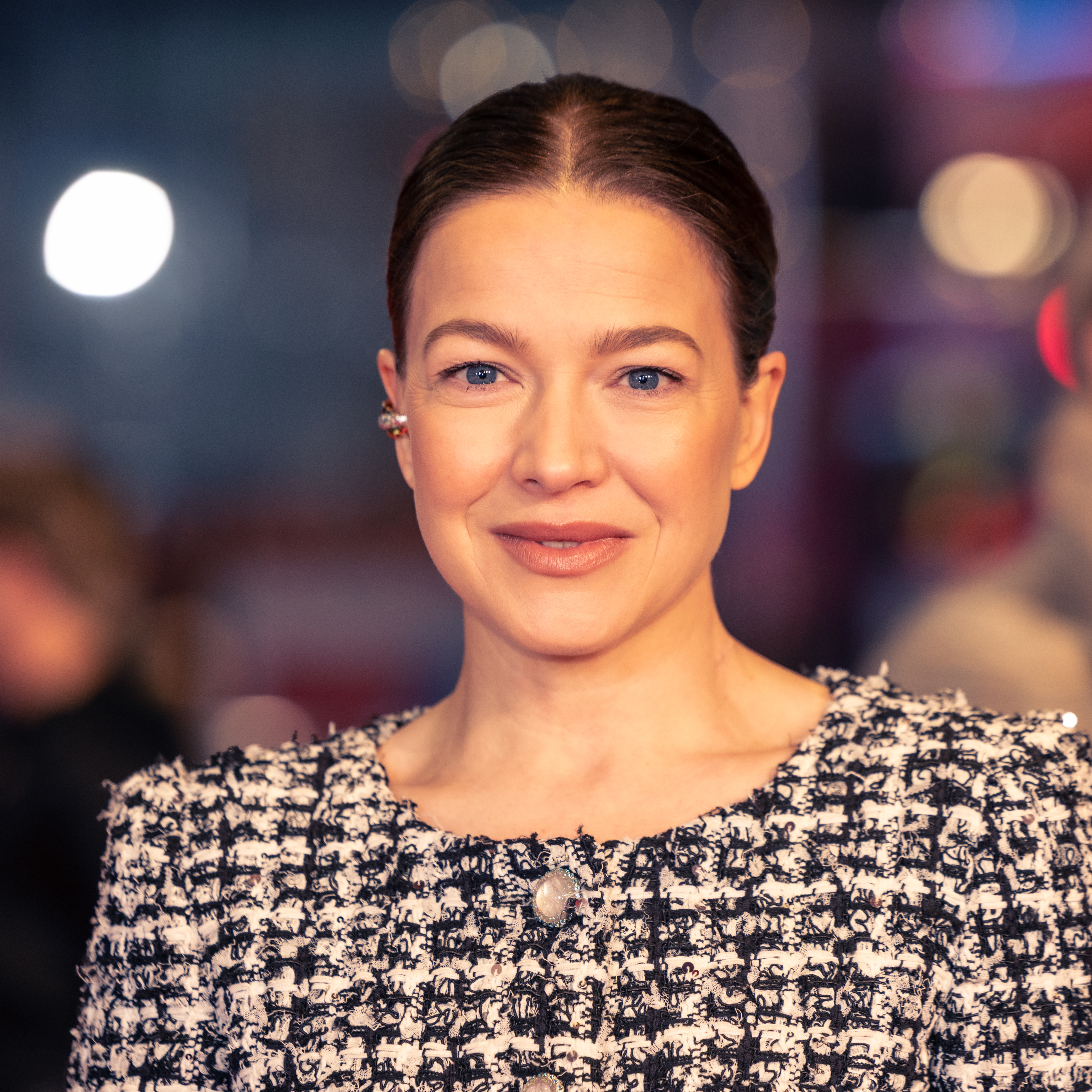
Hannah Herzsprung (* 1981)

- Herzstark, Curt (1902–1988), österreichischer Erfinder und Büromaschinenmechaniker

### Herzw
- Herzwurm, Georg (* 1961), deutscher Wirtschaftswissenschaftler

### Herzy
- Herzyk, Kamil (* 2004), polnischer Leichtathlet